# سینت آنی (میزوری)
سینت آنی (به انگلیسی: Saint Annie) یک منطقهٔ مسکونی در ایالات متحده آمریکا است که در شهرستان لاکلد، میزوری واقع شده‌است. سینت آنی ۳۹۸٫۹۹ متر بالاتر از سطح دریا واقع شده‌است.